# Lithosia amoyca
Lithosia amoyca là một loài bướm đêm thuộc phân họ Arctiinae, họ Erebidae.